# Montselgues
Montselgues é uma comuna francesa na região administrativa de Auvérnia-Ródano-Alpes, no departamento de Ardèche. Estende-se por uma área de 35,87 km². Em 2010 a comuna tinha 88 habitantes (densidade: 2,5 hab./km²).